# Norsk Landmandsforbund
Norsk Landmandsforbund est une ancienne organisation politique norvégienne  dont le but était de protéger les intérêts des agriculteurs et des communautés rurales. L'organisation a été le précurseur à la fois du Senterpartiet et de Norges Bondelag.
L'organisation a été créée le 6 février 1896 après plusieurs réunions dont le succès était toujours croissant. La première réunion eut lieu le 24 octobre 1893 à Ås.

## Source
- (nb) Fra landmannsorganisasjon til bondeparti – Politisk debatt og taktikk i Norsk Landmandsforbund 1896-1920 av Tertit Aasland (Universitetsforlaget 1974)